# Aspila inflata
Aspila inflata är en fjärilsart som beskrevs av Hans Daniel Johan Wallengren 1860. Aspila inflata ingår i släktet Aspila och familjen nattflyn. Inga underarter finns listade i Catalogue of Life.